# São Mateus (microregio)
São Mateus is een van de 13 microregio's van de Braziliaanse deelstaat Espírito Santo. Zij ligt in de mesoregio Litoral Norte Espírito-Santense en grenst aan de Atlantische Oceaan in het oosten, de deelstaat Bahia in het noorden, de microregio Montanha in het noordwesten, de mesoregio Noroeste Espírito-Santense in het zuidwesten en de microregio Linhares in het zuiden. De microregio heeft een oppervlakte van ca. 4622 km². Midden 2004 werd het inwoneraantal geschat op 170.880.
Vier gemeenten behoren tot deze microregio:
- Conceição da Barra
- Jaguaré
- Pedro Canário
- São Mateus

Mesoregio's: Central Espírito-Santense · Litoral Norte Espírito-Santense · Noroeste Espírito-Santense · Sul Espírito-Santense

Microregio's: Afonso Cláudio · Alegre · Barra de São Francisco · Cachoeiro de Itapemirim · Colatina · Guarapari · Itapemirim · Linhares · Montanha · Nova Venécia · Santa Teresa · São Mateus · Vitória